# Robinsons River
Der Robinsons River ist ein 61 km langer Zufluss des Sankt-Lorenz-Golfs im äußersten Südwesten der zur kanadischen Provinz Neufundland und Labrador gehörenden Insel Neufundland.

## Flusslauf
Der Robinsons River hat seinen Ursprung in dem kleinen 400 m hoch gelegenen See Whale Back Pond. Von dort fließt er in überwiegend westlicher Richtung zum Meer. Auf den ersten 10 Kilometern durchfließt er die Seen Caribou Pond und Sandy Pond. Bei Flusskilometer 7 kreuzt der Trans-Canada Highway den Flusslauf. Die Route 404 überquert den Fluss einen Kilometer oberhalb der Mündung. Der Robinsons River mündet schließlich 37 km südlich von Stephenville in die St. George’s Bay. Nördlich der Mündung liegt die Siedlung Robinsons. Der Middle Barachois River verläuft im Unterlauf etwa einen Kilometer südlich des Robinsons River. Das Einzugsgebiet des Robinsons River umfasst schätzungsweise 380 km². Es grenzt im Norden an das des Fischells Brook, im Süden an das des Middle Barachois River sowie im Osten an das des Lloyds River.

## Flussfauna
Der Bestand an Atlantischen Lachsen im Flusssystem des Robinsons River gilt laut NASCO als „nicht gefährdet“.